# Enrique Gabriel
Enrique Gabriel Lipschutz (Buenos Aires, 3 de juliol de 1957) és un director i guionista de cinema argentí.

## Carrera
Encara que nascut en Buenos Aires, ell i tota la seva família van emigrar a Espanya el 1974 per motius polítics. Va estudiar literatura en Paris i posteriorment va treballar com a cineasta a Espanya. Primer com a ajudant de direcció i posteriorment signant ja pel·lícules en solitari com Krapatchouk (1992), amb el qual va guanyar premis en els festivals de Verona, Karlovy Vary i Punta del Este. El 1994, va fundar la seva pròpia productora, A.T.P.I.P. (Ánimo, Todo Podría Ir Peor). La seva pel·lícula següent, En la puta calle (1997) va ser molt celebrada en diferents festivals, així com el seu treball de 1999 Las huellas borradas, que tracta sobre la tragèdia d'un poble a punt de ser inundat per un embassament i que fou premiada al Festival de Màlaga. Després d'una pausa de set anys, Enrique va tornar amb una obra aparentment més lleugera, Suspiros del corazón sobre un conte modern d'En Quixot. on indaga en l'obra i vida de diverses personalitats argentines que es van veure forçades a exiliar-se i han triomfat als seus països d'acolliment.

## Filmografia
- Una tarde perdida para la humanidad (1978)
- Luminarias (1979)
- Campbell (1980)
- Krapatchouk (1992)
- En la puta calle (1997)
- Las huellas borradas (1999)
- Suspiros del corazón (2006)
- La pérdida (documental) (2009)
- Vidas pequeñas (2010)